# گریندلفورد
گریندلفورد (به انگلیسی: Grindleford) یک روستا و محله مدنی در بریتانیا است که در Derbyshire Dales واقع شده‌است. گریندلفورد ۹۰۹ نفر جمعیت دارد.